# Festung von Bard
Die Festung von Bard (italienisch forte di Bard, französisch Fort de Bard) ist ein Festungskomplex auf einem Felshügel im Flusstal der Dora Baltea westlich oberhalb des kleinen Dorfes Bard in Italien. Historische Dokumente belegen eine erste Anlage bereits im 6. Jahrhundert. Im Jahr 1800 wurde die Anlage vollständig zerstört, die derzeitige Festung wurde 1838 fertiggestellt. Heute beherbergt die Festungsanlage verschiedene Museen und andere touristische Einrichtungen.

## Geschichte
Auf dem Felskopf befand sich im 6. Jahrhundert, zu Zeiten von Theoderichs des Großen, eine ostgotische Garnison (Clausuræ augustanæ). Später gehörte der Ort dem Grafen von Aosta und danach den Herren von Bard.
Im 13. Jahrhundert kam die Festung in den Besitz der Grafen und späteren Herzöge von Savoyen. 1661 löste Herzog Karl Emanuel II. die nahe gelegenen Festungsstandorte Verrès und Montjovet auf und konzentrierte die Artillerie in Bard. Im 17. und 18. Jahrhundert wurden verschiedene Arbeiten zur Verstärkung der Verteidigungsanlagen durchgeführt. Im Jahr 1704 vermochte die savoyische Besatzung im Spanischen Erbfolgekrieg den Vormarsch der französischen Armee in das Piemont zu vereiteln.
Im Mai 1800 gerieten die französischen Truppen nach ihrem Übergang über den Großen Sankt Bernhard infolge des massiven Beschusses durch die 400 Mann der österreichischen Besatzung des Forts in große Schwierigkeiten, was ihren Vormarsch derart verzögerte, dass Napoleon sich selbst dorthin begeben musste, um den Angriff zu leiten. Nach der am 1. Juni 1800 erfolgten Kapitulation der Besatzung ordnete er die Sprengung des Forts an.
Die heutige Festung wurde auf Anordnung des aus dem Hause Savoyen stammenden König Karl Albert von Sardinien-Piemont zwischen 1830 und 1838 errichtet, um das Land gegen einen möglichen Einfall aus Frankreich zu schützen. Die Festung hatte 283 Räume, in denen 416 bis 832 Soldaten einquartiert werden konnten, hinzu kamen 178 Diensträume. Ein großer Innenhof diente als Exerzierplatz. Das System in sich geschlossener Bauten mit Kasematten gewährleistete die Verteidigung im Falle eines Angriffs. Munition und Lebensmittelvorräte konnten für drei Monate aufbewahrt. Zum Schutz der Festung waren um die fünfzig Kanonen aufgestellt.
Ab Ende des 19. Jahrhunderts wurde die Festung nicht mehr als solche benutzt, sondern diente als Militärgefängnis und dann als Pulvermagazin der italienischen Armee.

## Heutige Nutzung
Im Januar 2006 wurde die Festung für Besucher geöffnet, nachdem sie nach einer längeren Zeit der Vernachlässigung restauriert worden war. Die Festung beherbergt heute verschiedene Ausstellungen und Museen, darunter das Museo delle Alpi (französisch Musée des Alpes; «Museum der Alpen»), das über die Natur und die Besiedlungsgeschichte der Westalpen informiert.
Im Bereich der Festung befinden sich verschiedene touristische Einrichtungen wie ein Hotel oder Café. Im zentralen Innenhof der Festung finden im Sommer Theater- oder Musikaufführungen statt.
Im März 2014 wurden in der Festung mehrere Schlüsselszenen des im Jahr 2015 erschienenen Kinofilms Avengers: Age of Ultron gedreht.